# Ai Shimai
Ai Shimai (愛姉妹?), también conocido como Immoral Sisters, es un hentai japonés conformado por tres miniseries en formato OVA, publicado por ELF Corporation y distribuido por Pink Pineapple. Está basado en un videojuego eroge que salió originalmente para la computadora japonesa NEC PC-9801 en 1994, posteriormente en el 2000 se publicó la versión para PC, los gráficos y personajes se rediseñaron con respecto a la versión de NEC.
Se rumoreaba que Immoral Sisters sería transmitida en 2007 por Animax en Latinoamérica. Hubiera sido el primer anime hentai en salir por Animax. La noticia confirmada por la popular revista Lazer en su número 48, luego fue proclamada como falsa por los ejecutivos de Animax en el número 52 de la misma revista. Animax afirmó que había sido solo un rumor y que no había planes de incluir hentai en su programación.

## Sinopsis
Se narra la vida de una familia compuesta por dos hermanastras y la madre, que debido a un aparatoso accidente de tráfico, se convierten en esclavas sexuales.

## Series

### Ai Shimai (Immoral Sisters)
Dos hermanastras están condenadas a ser esclavas sexuales. Un día, un ama de casa llamada Yukie tiene un accidente de tráfico y se ve obligada a pagar una gran suma de dinero al otro afectado, Taketo, hijo del presidente y propietario de Industrias Nogawa. Incapaz de pagar la indemnización, Yukie accede a pagar a Taketo sexualmente. Al mismo tiempo, el padre de Taketo, Nogawa, empieza a acosar y a chantajear a la hijastra de Yukie, Rumi. Su malvado plan afectará también a Tomoko, la hijastra más joven de Yukie.
1. The First Night "Madonna Debauched" (汚されたマドンナ)
2. The Second Night "The Fallen Good Student" (堕ちた優等生)
3. The Third Night "Drowning in Love and Pleasure" (愛と悦楽に溺れて…)

### Ai Shimai 2 (Immoral Sisters 2)
Esta aventura trae nuevos problemas para Yukie, Rumi y Tomoko. Las tres han mantenido una relación prohibida con Taketo y su secretaria pero todo está a punto de acabar. El esposo de Yukie y padre de Rumi y Tomoko regresa de su viaje. ¿Qué pasará con estas 3 mujeres y sus amantes ahora que el señor de la casa ha vuelto? Un pequeño secreto de esta familia desvelará la fijación del padre con la mejor de sus hijas.
1. The First Night "Return of the father, a forbidden love" (父、禁断の愛を返す)
2. The Second Night "Sister Love" (姉妹愛)

### Ai Shimai: Tsubomi... Yogoshite Kudasai (Immoral Sisters: Blossoming)
Esta tercera serie no continua la historia anterior, los personajes son totalmente nuevos, aunque su trama es parecida. Katori se siente atraída por un nuevo enigmático estudiante de su universidad llamado Koshiro. Ella puede recordar su rostro y su voz cuando salvó a su hermana menor de ser violada en el pasado. Sin embargo, abundan los rumores de que Koshiro está teniendo sexo con sus maestros. Cuando el plan de Koshiro entre en acción, Katori, su hermana y su madre participarán en la acción.
1. The First Night.
2. The Second Night.

## Música
1. "Orange no Hitomi" por Nayuta Yûmi (episodio 1)
2. "[Mouichido]" por Emi Misawa (episodio 2)
3. "Kimi ga Mita Sora" por Kanata Hadori (episodio 3)

## Reparto
- Masayo Kurata como Tomoko.
- Yuu Asakawa como Rumi.